# Viktor Fasth
Viktor Fasth (ur. 8 sierpnia 1982 w Kalix) – szwedzki hokeista, reprezentant Szwecji, olimpijczyk.

## Kariera

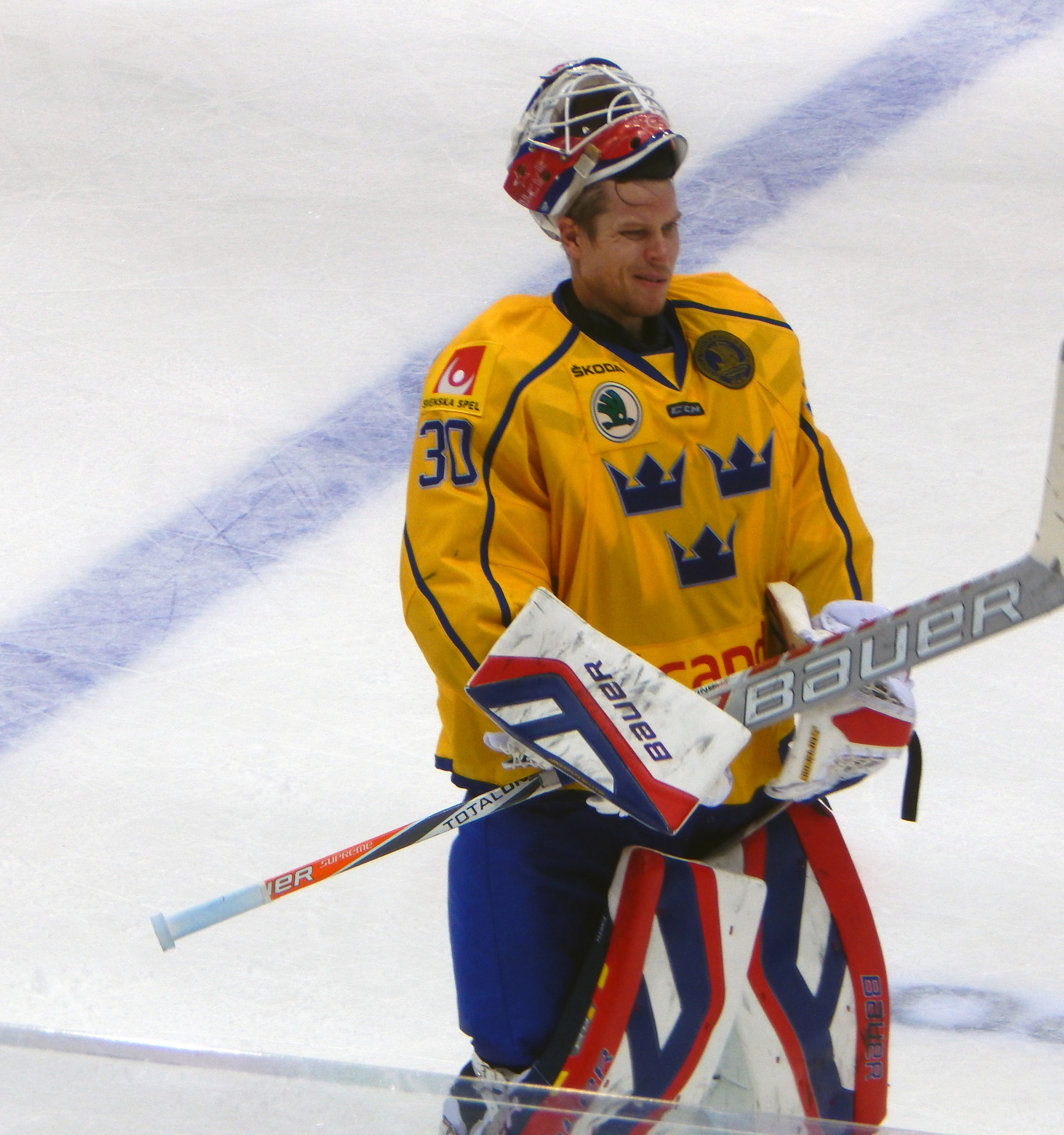
Viktor Fasth w barwach Szwecji (2015)

- Brooklyn Tigers (2000–2001)
- Vänersborgs HC (2001–2002)
- Tvåstad (2002–2004)
- Tingsryds AIF (2004–2007)
- Växjö Lakers (2007–2010)
- AIK Ishockey (2010–2012)
- Anaheim Ducks (2012–2014)
  -  Tingsryds AIF (2012)
  -  Norfolk Admirals (2013)
- Edmonton Oilers (2014-2015)
- CSKA Moskwa (2015-2017)
- Växjö Lakers (2017-2021)

Wychowanek klubu Vänersborgs HC. Od maja 2012 zawodnik Anaheim Ducks. Od września do listopada 2012 roku na okres lokautu w sezonie NHL (2012/2013) związany rocznym kontraktem z poprzednim klubem Tingsryds AIF. Od marca 2014 zawodnik Edmonton Oilers. Od lipca 2015 zawodnik CSKA Moskwa. Od maja 2017 zawodnik Växjö Lakers. W kwietniu 2020 przedłużył kontrakt o rok. W czerwcu 2021 ogłosił zakończenie kariery.
Uczestniczył w turniejach mistrzostw świata w 2011, 2012, 2016, 2017, 2021 oraz zimowych igrzysk olimpijskich 2018.

## Sukcesy i nagrody
Reprezentacyjne
- Srebrny medal mistrzostw świata: 2011
- Złoty medal mistrzostw świata: 2017

Klubowe
- Złoty medal mistrzostw Szwecji: 2018, 2021

Indywidualne
- Division 1 (2006/2007):
  - Drugie miejsce w klasyfikacji skuteczności interwencji: 92,2%
- Allsvenskan (2009/2010):
  - Drugie miejsce w klasyfikacji skuteczności interwencji: 93,0%
- Elitserien (2010/2011):
  - Trofeum Honkena - nagroda dla najlepszego bramkarza sezonu
  - Guldpucken (Złoty Krążek) - nagroda dla najlepszego zawodnika sezonu
- Mistrzostwa Świata w Hokeju na Lodzie 2011/Elita:
  - Najlepszy bramkarz turnieju
  - Skład gwiazd turnieju
  - Najbardziej Wartościowy Gracz turnieju
- Elitserien (2011/2012):
  - Trofeum Honkena - nagroda dla najlepszego bramkarza sezonu
- Channel One Cup 2011:
  - Najlepszy bramkarz turnieju
- Oddset Hockey Games 2012
  - Najlepszy bramkarz turnieju
  - Skład gwiazd turnieju
- KHL (2015/2016):
  - Czwarte miejsce w klasyfikacji średniej goli straconych na mecz w sezonie zasadniczym: 1,66
- KHL (2016/2017):
  - Piąte miejsce w klasyfikacji średniej goli straconych na mecz w sezonie zasadniczym: 1,69
- Svenska hockeyligan (2017/2018):
  - Trofeum Honkena - nagroda dla najlepszego bramkarza sezonu
- Svenska hockeyligan (2020/2021):
  - Trofeum Honkena - nagroda dla najlepszego bramkarza sezonu[9]